# 丁時敏
丁建英，字時敏，江西南昌府豐城縣人，明朝政治人物、進士出身。
鄉試第二名。會試第六名。洪武四年，會試一百零三名，登進士三甲，授衛輝府輝縣縣丞。